# Новий Устимів
Новий Устимів (пол. Nowy Uścimów) — село в Польщі, у гміні Устимів Любартівського повіту Люблінського воєводства. Населення — 536 осіб (2011).

## Населення
Демографічна структура станом на 31 березня 2011 року:
|          | Загалом | Допрацездатний вік | Працездатний вік | Постпрацездатний вік |
| -------- | ------- | ------------------ | ---------------- | -------------------- |
| Чоловіки | 280     | 55                 | 193              | 32                   |
| Жінки    | 256     | 40                 | 136              | 80                   |
| Разом    | 536     | 95                 | 329              | 112                  |